# José Carlos Castanho de Almeida
Dom José Carlos Castanho de Almeida (Guareí, 14 de junho de 1930 — Sorocaba, 27 de fevereiro de 2022) foi um bispo católico. Foi o primeiro bispo da diocese de Araçatuba.

## Vida
Desenvolveu trabalho pastoral e construiu a Curia, Seminário de Propedêutico, Catedral da Diocese, pediu renuncia ficando a diocese sob administração de Dom Maurício Grotto, bispo de Assis, e depois de dois anos foi nomeado Dom Sérgio Krzywy, padre da diocese de Assis (São Paulo), o qual é bispo de Araçatuba até hoje.
Na madrugada de 27 de fevereiro, veio a falecer aos 91 anos, em Sorocaba, onde residia desde 2003, quando deixou função de bispo diocesano da Diocese de Araçatuba da qual era bispo emérito.